# Portrait de Bernard Clavel
Portrait de Bernard Clavel est un ouvrage de Marie-Claire De Conninck, la première biographie écrite sur l'écrivain Bernard Clavel.

## Présentation
Bernard Clavel est aussi un homme engagé, surtout contre la violence et la guerre. On le savait depuis son roman Le Silence des armes ou son essai Le massacre des innocents. 
Il répond ainsi à sa biographe Marie-Claire de Coninck : « Pour moi, le combat qui me paraît essentiel, c'est celui que l'homme doit mener pour la paix, pour la lutte contre l'oppression quelle qu'elle soit. Contre la corruption de l'argent. »